# Degetsmühle

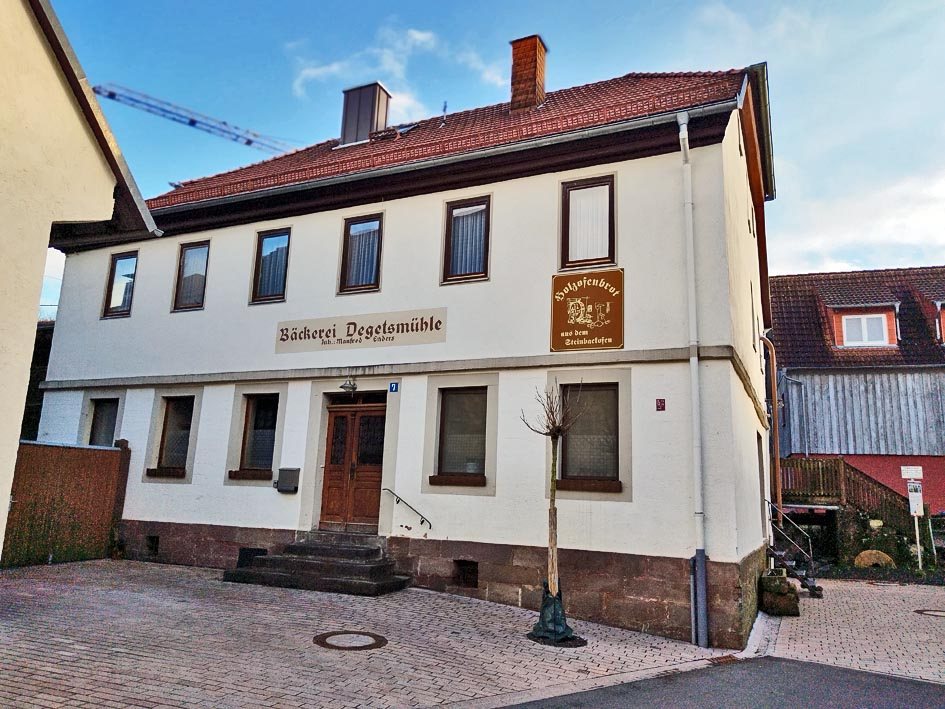
Degetsmühle in Bischofsheim in der Rhön

Die Degetsmühle ist eine ehemalige Getreidemühle der Gemeinde Bischofsheim in der Rhön (Landkreis Rhön-Grabfeld). Sie liegt im Stadtgebiet an einem Mühlbach der Brend.

## Geschichte der Mühle
Die frühste Erwähnung einer Getreidemühle stammt aus Urkunden von 1760. Die heutige Mühle ist in Familienbesitz wurde 1847 erbaut. Sie war von Anfang als Bäckerei mit Mühle geplant. Seit sieben Generationen wird im Steinbackofen gebacken.